# 怀感
怀感，唐朝佛教净土宗高僧，善導之徒，爲日本淨土宗尊為四祖（本土淨土宗四祖爲善道）。
怀感起初在长安千福寺修行，学习唯识与戒律。后拜谒善导，善导强劝其入道场精勤念佛。撰有《释净土群疑论》，未成圆寂，由怀恽完成。

## 研究書目
- 廖明活：《懷感的淨土思想》（臺北：臺灣商務印書館股份有限公司，2003）。

## 外部連結
- 廖明活：〈懷感的往生論 （页面存档备份，存于）〉。
- 廖明活：〈懷感的生平和佛身、佛土思想 （页面存档备份，存于）〉。